# Bram (Aude)
Bram é uma comuna francesa na região administrativa de Occitânia, no departamento de Aude. Estende-se por uma área de 17,72 km². Em 2010 a comuna tinha 3 285 habitantes (densidade: 185,4 hab./km²).